# Кавана, Нив
Нив Кавана (ирл. Niamh Kavanagh [ˈniːv ˈkævənɔː]; 13 февраля 1968, Дублин) — ирландская певица и телеведущая, победитель конкурса песни Евровидение 1993 года.
Начала музыкальную карьеру в качестве бэк-вокалистки. В 1991 году принимала участие в записи саундтрека к фильму Алана Паркера «Группа „Коммитментс“». Позже продолжила карьеру в качестве телеведущей.
Одержала победу на конкурсе Евровидение в 1993 году с песней «In Your Eyes» («В твоих глазах»), которая заняла первое место в ирландском (продержалась на нём 15 недель) и 23-е в британском хит-парадах.
Последующие работы Кавана не смогли достичь уровня «In Your Eyes». Лучшая из них — песня «Red roses for me» («Красные розы для меня»), записанная совместно с группой «The Dubliners» («Дублинцы»), достигла 13-й позиции в ирландских чартах. В 1999 году записала новую версию песни «In Your Eyes». По окончании музыкальной карьеры вновь вернулась к работе на ирландском телевидении.
В 2010 году по результатам национального отбора была вновь выбрана представлять Ирландию на конкурсе Евровидение с песней «It’s for you» («Это тебе»). В финале она заняла 23-е место с результатом 25 очков.

## Дискография
- The Commitments
- The Commitments vol. 2
- Flying blind
- Together alone
- Wondedrug
- The Shanley sessions
- Meeting place
- Live at the Meeting Place